# Driedaagse Brugge–De Panne 2019
43. ročník jednodenního cyklistického závodu Driedaagse Brugge–De Panne se konal 27. března 2019 v Belgii. Vítězem se stal Nizozemec Dylan Groenewegen z týmu Jumbo–Visma. Na druhém a třetím místě se umístili Kolumbijec Fernando Gaviria (UAE Team Emirates) a Ital Elia Viviani (Deceuninck–Quick-Step).

## Týmy
Závodu se zúčastnilo celkem 24 týmů, z toho 15 UCI WorldTeamů a 9 UCI Professional Continental týmů. Každý tým přijel se 7 jezdci, na start se celkem postavilo 168 jezdců. Do cíle v De Panne dojelo 156 jezdců.
UCI WorldTeamy
- Astana
- Bora–Hansgrohe
- CCC Team
- Deceuninck–Quick-Step
- EF Education First
- Lotto–Soudal
- Mitchelton–Scott
- Movistar Team
- Team Dimension Data
- Team Jumbo–Visma
- Team Sky
- Team Katusha–Alpecin
- Team Sunweb
- Trek–Segafredo
- UAE Team Emirates

UCI Professional Continental týmy
- Cofidis
- Corendon–Circus
- Direct Énergie
- Israel Cycling Academy
- Roompot–Charles
- Sport Vlaanderen–Baloise
- Vital Concept–B&B Hotels
- Wallonie Bruxelles
- Wanty–Gobert

## Výsledky
| Pořadí | Jezdec                     | Tým                      | Čas        |
| ------ | -------------------------- | ------------------------ | ---------- |
| 1      | Dylan Groenewegen (NED)    | Team Jumbo–Visma         | 4h 53' 17" |
| 2      | Fernando Gaviria (COL)     | UAE Team Emirates        | + 0"       |
| 3      | Elia Viviani (ITA)         | Deceuninck–Quick-Step    | + 0"       |
| 4      | Nacer Bouhanni (FRA)       | Cofidis                  | + 0"       |
| 5      | Justin Jules (FRA)         | Wallonie Bruxelles       | + 0"       |
| 6      | Kristoffer Halvorsen (NOR) | Team Sky                 | + 0"       |
| 7      | Jonas Van Genechten (BEL)  | Vital Concept–B&B Hotels | + 0"       |
| 8      | Luka Mezgec (SLO)          | Mitchelton–Scott         | + 0"       |
| 9      | Giacomo Nizzolo (ITA)      | Team Dimension Data      | + 0"       |
| 10     | Mike Teunissen (NED)       | Team Jumbo–Visma         | + 0"       |